# Wyaconda (Misuri)
Wyaconda es una ciudad ubicada en el condado de Clark en el estado estadounidense de Misuri. En el Censo de 2010 tenía una población de 227 habitantes y una densidad poblacional de 136,1 personas por km².

## Geografía
Wyaconda se encuentra ubicada en las coordenadas 40°23′32″N 91°55′34″O / 40.39222, -91.92611. Según la Oficina del Censo de los Estados Unidos, Wyaconda tiene una superficie total de 1.67 km², de la cual 1.67 km² corresponden a tierra firme y (0.16%) 0 km² es agua.

## Demografía
Según el censo de 2010, había 227 personas residiendo en Wyaconda. La densidad de población era de 136,1 hab./km². De los 227 habitantes, Wyaconda estaba compuesto por el 98.24% blancos, el 0% eran afroamericanos, el 0% eran amerindios, el 0% eran asiáticos, el 0% eran isleños del Pacífico, el 0% eran de otras razas y el 1.76% pertenecían a dos o más razas. Del total de la población el 0% eran hispanos o latinos de cualquier raza.